# Copa del Generalísimo 1956
Die Copa del Generalísimo 1956 war die 52. Austragung des spanischen Fußballpokalwettbewerbes, der heute unter dem Namen Copa del Rey stattfindet.
Der Wettbewerb startete am 6. Mai und endete mit dem Finale am 24. Juni 1956 im Estadio Santiago Bernabéu in Madrid. Titelverteidiger des Pokalwettbewerbes war Atlético Bilbao. Den Titel gewann erneut Atlético Bilbao durch einen 2:1-Erfolg im Finale gegen Atlético Madrid.

## Achtelfinale
Die Hinspiele wurden am 6. Mai, die Rückspiele am 13. Mai 1956 ausgetragen.
|                     | Gesamt |                  | Hinspiel | Rückspiel |
| ------------------- | ------ | ---------------- | -------- | --------- |
| Deportivo La Coruña | 3:6    | CA Osasuna       | 1:2      | 2:4       |
| Atlético Bilbao     | 6:2    | Cultural Leonesa | 3:0      | 3:2       |
| Real Valladolid     | 7:2    | Celta Vigo       | 6:0      | 1:2       |
| Real Madrid         | 7:1    | Real Sociedad    | 5:0      | 2:1       |
| Hércules Alicante   | 2:3    | CF Barcelona     | 1:2      | 1:1       |
| RCD Español         | 3:2    | FC Sevilla       | 3:2      | 0:0       |
| Real Jaén           | 2:1    | FC Valencia      | 1:0      | 1:1       |
| UD Las Palmas       | 01:10  | Atlético Madrid  | 1:4      | 0:6       |

## Viertelfinale
Die Hinspiele wurden am 20. Mai, die Rückspiele am 27. Mai 1956 ausgetragen.
|                 | Gesamt |                 | Hinspiel | Rückspiel |
| --------------- | ------ | --------------- | -------- | --------- |
| Atlético Bilbao | 6:3    | CA Osasuna      | 4:1      | 2:2       |
| RCD Español     | 7:5    | CF Barcelona    | 3:1      | 4:4       |
| Real Jaén       | 2:7    | Atlético Madrid | 2:2      | 0:5       |
| Real Madrid     | 8:3    | Real Valladolid | 4:1      | 4:2       |

## Halbfinale
Die Hinspiele wurden am 10. Juni, die Rückspiele am 17. Juni 1956 ausgetragen.
|             | Gesamt |                 | Hinspiel | Rückspiel |
| ----------- | ------ | --------------- | -------- | --------- |
| Real Madrid | 4:5    | Atlético Bilbao | 2:2      | 2:3       |
| RCD Español | 2:2    | Atlético Madrid | 1:2      | 1:0       |

### Entscheidungsspiele
Das Spiel wurde am 19. Juni in Madrid ausgetragen.
|             | Ergebnis |                 |
| ----------- | -------- | --------------- |
| RCD Español | 0:3      | Atlético Madrid |

## Finale
| Atlético Bilbao                                     | Atlético Bilbao | Atlético Madrid | Atlético Madrid |
| --------------------------------------------------- | --- | --- | --------------- |
| Atlético Bilbao                                     | \| 24. Juni 1956 in Madrid (Estadio Santiago Bernabéu) \| \| Ergebnis: 2:1 (1:1) \| \| Zuschauer: 125.000 \| \| Schiedsrichter: Julián Arqué \|                                                                          | \| 24. Juni 1956 in Madrid (Estadio Santiago Bernabéu) \| \| Ergebnis: 2:1 (1:1) \| \| Zuschauer: 125.000 \| \| Schiedsrichter: Julián Arqué \|                                                          | Atlético Madrid |
| Atlético Bilbao                                     | Carmelo Cedrún – José María Orúe, Jesús Garay, Canito – Mauri, José María Maguregui – Ignacio Uribe, Félix Marcaida, Ignacio Arieta, José Luis Arteche, Agustín Gaínza Cheftrainer: Ferdinand Daučík ( Tschechoslowakei) | Manuel Pazos – José María Martín, Heriberto Herrera, Verde – José Hernández, Ramón Cobo – Miguel González, Francisco Molina, Joaquín Peiró, Agustín Sánchez, Enrique Collar Cheftrainer: Antonio Barrios | Atlético Madrid |
| Atlético Bilbao                                     | 1:1 José Luis Arteche (37.) 2:1 José María Maguregui (70.) | 0:1 Francisco Molina (26.) | Atlético Madrid |
| 24. Juni 1956 in Madrid (Estadio Santiago Bernabéu) | | |                 |
| Ergebnis: 2:1 (1:1)                                 | | |                 |
| Zuschauer: 125.000                                  | | |                 |
| Schiedsrichter: Julián Arqué                        | | |                 |